# Измаильский уезд
Измаи́льский уезд (до 1828 года — цинут) — административная единица в Бессарабской области (с 1873 года — Бессарабской губернии) Российской империи (1818—1917), в Молдавской Демократической Республике (1917—1918) и в губернаторстве Бессарабия Румынского королевства (1918—1940, 1941—1944). Уездный город — Измаил.
Население — 244 274 человек по переписи 1897 года, площадь 8 128 кв. вёрст.

## История
Образован как Измаильский (Томаровский) цинут в 1813 году при временном территориальном устройстве Бессарабии. В 1818 году официально закреплён уставом об образовании Бессарабской области. С 1828 года — Измаильский уезд.
В 1819 году на территории уезда были образованы четыре задунайских округа, занявших большую его часть (вся территория южнее Нижнего Траянова вала и восточнее реки Ялпуг).
В 1830 году из территории Измаильского уезда севернее Нижнего Траянова вала и западнее реки Ялпуг) выделен Кагульский уезд, а из придунайской полосы образовано Измаильское градоначальство, включившее города Рени, Измаил, Килия, Вилково и прилегающие к ним сёла, а также дельту Дуная. С этого момента и до 1836 года Измаильский уезд существует лишь номинально, так как ни колонистские округа, ни администрация градоначальства, не подчинялись губернатору.
В 1856 году большая часть Кагульского и Измальского уездов, а также причерноморская часть Аккерманского уезда были переданы Молдавскому княжеству. Оставшиеся территории двух первых уездов сначала образовали Комратский уезд, но через год он был разделён между Аккерманским и Бендерским уездами.
В 1878 году отданная территория возвращена Российской империи, где образовала Измаильский уезд. Таким образом, территории изначально образованного уезда и уезда после 1878 года очень разнятся.
Вопрос об устройстве Измаильского уезда обсуждался 25 лет, это обуславливалось тем, что в уезде структура внутреннего административного деления, его органов управления существенно отличались от структуры других Бессарабских уездов. 
До конца XIX века в Измаильском уезде все оставалось неизменным — население платило налоги, введенные ещё в Молдавском княжестве после 1856 года, вместо волостей существовали коммуны. Окончательно вопрос об административно-территориальном устройстве Измаильского уезда был решен к 1904 году.
В 1918 году, после аннексии Румынией Бессарабии, из части Измаильского уезда (жудеца) вновь был выделен Кагульский уезд (жудец), а территория восточнее озера Сасык передана Аккерманскому уезду. До 1938 года Измаильский жудец был в прямом подчинении королевства Румыния, в период 1938—1940 годов — входил в состав цинута Дунэрий.
В августе 1940 году, после возвращения Бессарабии СССР, Измаильский уезд вместе с Аккерманским уездом отошли Украинской ССР, при этом Кагульский уезд был оставлен в составе новообразованной Молдавской ССР. Чуть позже, в ноябре 1940 года, при окончательном утверждении границ, 8 сёл на северо-западе уезда (Джурджулешть, Етулия (со ст. Етулия), Новая Етулия, Куза-Вода, Кышлица-Прут, Большая Слобозия и Чишмикиой) были возвращены Молдавской ССР и переданы в состав Вулканештского района Кагульского уезда.
В период военной оккупации 1941—1944 годов Измаильский уезд был вновь восстановлен, но по окончании войны оставлен в составе Украинской ССР как часть Измаильской области.
15 февраля 1954 года Измаильская область была ликвидирована, её территория вошла в Одесскую область, Украинской ССР.

## География
Измаильский уезд располагался в юго-западной части Бессарабской губернии на пространстве в 8 128 квадратных вёрст (8 961 км2).
Местность носила степной характер.

## Население
По состоянию на 1881 год, численность населения составляла 155 991 человека. В уездном городе проживало 30 289 человек, в местечках — 35 524, в сёлах — 90 078.
По состоянию на 1897 год, численность населения составляла 244 274 человека. 39 % жителей составляли молдаване, украинцы — 19 %, болгары — 12 %, русские — 12 %, гагаузы — 7 %, евреи — 4 %, немцы — 1,9 %
По состоянию на 1930 год, согласно общерумынской переписи, численность населения составляла 225 509 жителей, из которых румыны составляли 31,9%, русские — 29,7%, болгары — 19,2%, гагаузы — 6,9%, украинцы — 4,7%, евреи — 2,8% и др. В конфессиональном отношении население уезда состояло из 87,9 % православных, 7,6 % старообрядцев (липован), 2,9 % мозаичистов и др.

## Административное деление

### Российская империя (до 1918 года)
Измаильский уезд, несмотря на нахождение в составе Российской империи, до 1904 года не имел общепринятого деления на волости. Вместо волостей использовалось сложившееся традиционное деление на болгарские и гагаузские коммуны. В 1904 году деление на волости было введено, но придерживалось принципа «одна коммуна — одна волость», таким образом Измаильский уезд стал состоять из наибольшего количества волостей среди всех уездов — 112.
По состоянию на 1912 год Измаильский уезд состоял из 112 волостей и 5 станов:
| Албата-де-Сусская волость — колония Албата-де-Сус Алалуатская волость — колония Алалуат Анадольская волость — колония Анадол Бабельская волость — колония Бабель Бакчалийская волость — колония Бакчалия Балбокская волость — колония Балбока Бановская волость — колония Бановка Бартская волость — колония Барта Баурчи-Молдаванская волость — колония Баурчи-Молдаван Баймаклийская волость — колония Баймаклия Болградская волость — город Болград Борисовская волость — колония Борисовка Бороганская волость — колония Бороганы Борчагская волость — колония Борчаг Броскосештская волость — колония Броскосешты Брынзенская волость — колония Брынза Бурлакская волость — колония Бурлак Вадулуй-Исакиевская волость — колония Вадулуй-Исаки Вайнеская волость — колония Вайнеско Валенская волость — колония Валены Васильевская волость — колония Васильевка Вайсальская волость — колония Вайсал Вилковская волость — поселение Вилков Волконештская волость — колония Волконешты Гаваноская волость — колония Гаваносы Галимештская волость — колония Галименты Ганасены-Ноу волость — колония Новые Ганасены Ганасены-де-Парурская волость — колония Ганасены-де-Падуры Гасан-Спага волость — колония Гасан Спага Готешты Высшие волость — колония Готешты Дермендерская волость — колония Дермендеры Джуржулештская воолость — колония Джуржулешты Дмитриевская волость — колония Дмитриевка Далукнойская волость — колония Долекю Дракулийская волость — колония Дракуля Еникиойская волость — колония Еникиой Ердек-Бурно волость — колония Ердек-Бурно Жебрианская волость — колония Жебрианы |  | Зернештская волость — колония Зернешты Золокарская волость — колония Золокары Измаильская волость — город Измаил Кагульская волость — город Кагул Каждангальская волость — колония Кахдангалы Казанжикская волость — колония Казанчук Калмацуйская волость — колония Калмацуй Канаклия-Ноу волость — колония Канаклия-Ноу Канаклия-Резеш волость — колония Канаклия-Резеш Караганская волость — колония Караган Каракуртская волость — колония Каракурт Карамахметская волость — колония Карамахмет Карпешская волость — колония Карпешты Картальская волость — колония Картал Карячковская волость — колония Карячка Качулийская волость — колония Качулия Кайраклийская волость — колония Кайраклия Килийская волость — город Килия Кирганская волость — колония Кирганы Кисилия-Мика волость — колония Малые Кисели Кислицкая волость — колония Кислицы Китайская волость — колония Китай Колибашская волость — колония Колибаш Конгазская волость — колония Конгаз Константиновская волость — колония Константиновка Кугурлуйская волость — колония Кугурлуй Кулкуйская волость — колония Кулкуй Курчийская волость — колония КУрчи Ларгуцкая волость — колония Ларгуца Леовская волость — местечко Леово Леушенская волость — колония Леушены Манта волость — колония Манта Минжирская волость — колония Минжир Московей-Карбалия волость — колония Московей Муравлевская волость — колония Муравлевка Нерушай волость — колония Нерушай Николаевская волость — колония Николаевка |  | Ново-Карагачская волость — колония Ново-Карагач Ново-Покровская волость — колония Ново-Покровка Оракская волость — колония Орак Пеленей-Молдован волость — колония Пеленей-Молдован Покровская волость — колония Попровка Порубештская волость — колония Порубешты Ренинская волость — город Рени Рошская волость — колония Роша Сарата-Резешская волость — колония Сарата-Резеш Сатуновская волость — колония Сатунов Слободзейская волость — колония Слободзея-Маре Старо-Троянская волость — колония Старый Троян Табакская волость — колония Табак Тартаульская волость — колония Тартаул Татар-Баурчийская волость — колония Татар-Баурчи Ташбунарская волость — колония Ташбунар Тигейская волость — колония Тигеи Томайская волость — колония Томай Точекская волость — колония Точекы Тузловская волость — поселение Тузлы Фантынадзилорская волость — колония Фантынадзилор Фрикацейская волость — колония Фрикацея Фурманкская волость — колония Фурманка Хаджи-Абдульская волость — колония Хаджи-Абдул Хаджы-Курды волость — колония Покровка Цыганская волость — колония Цыганка Чимаширская волость — колония Чимашир Чичмайская волость — колония Чичма Чишма-Варунтская волость — колония Чишма-Варунт Чишмекиой волость — колония Чишмекиой Шаганская волость — колония Шаганы Шамайлийская волость — колония Шамайлия Шикирлитайская волость — колония Шикирлык-Китай Эскиполоская волость — колония Эскиполос Этулийская волость — колония Этулия |

В уезде имелось пять станов, управлявшихся становым приставом:
- 1 стан — кв. в Измаиле
- 2 стан — кв. в Леово
- 3 стан — кв. в Баймаклия
- 4 стан — кв. в Болград
- 5 стан — кв. в Чичмы

### Румынский период (1918—1940 и 1941—1944 годы)
В 1930 году территория Измаильского уезда (жудеца) была разделена на четыре пласы: Болград, Килия, Рени и Фонтана-Дзанелор (центр — Измаил).

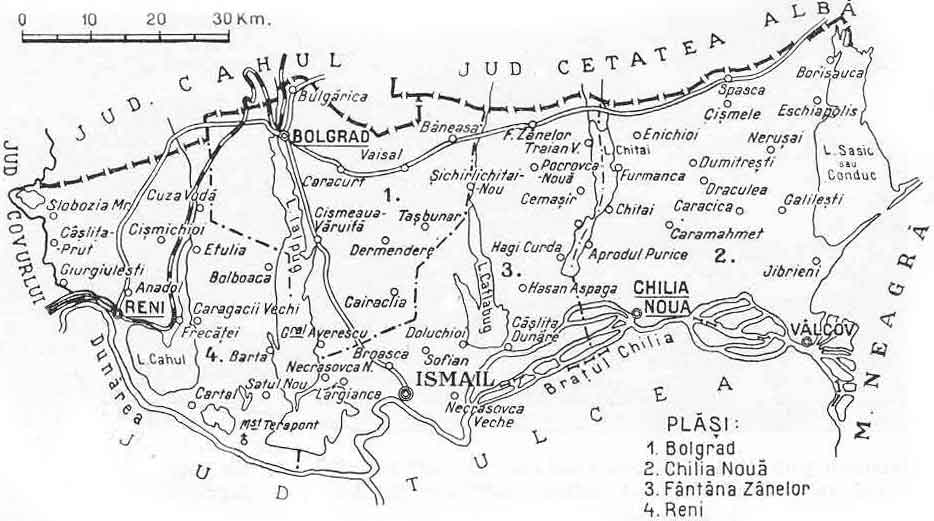
Карта уезда с расположением и названиями участков 1938 года.

С 1938 по 1940 год после административно-территориальной реформы проводимой королем Румынии Каролем II Измаильский жудец входил в состав цинута Дунэрий. Измаильский жудец включил в себя территории на северном побережье Дуная, включая такие города как Рени, Измаил, Килию, Болград.
В 1941 году административное деление изменилось: пласа Килия была передана в состав Килийского уезда, граница плас Измаил (бывшая Фонтана-Дзанелор) и Болград прошла примерно по середине озёр Ялпуг и Китай, а в состав последней передана часть территории Аккерманского уезда, не вошедшая в Килийский уезд. Кроме того, города Болград, Измаил и Рени выделены в самостоятельные административные единицы.

## Церковно-административное деление
По состоянию на 1881 год Измаильский уезд делился на 4 благочинеческих округа и включал 109 приходов.

## Экономика
Основные занятия жителей — скотоводство, земледелие, садоводство, виноградарство, табаководство, рыболовство, пчеловодство и шелководство.
Плодовых садов было (в 1861 году) 16 955 десятин (наибольшее количество в губернии).
Пчеловодных пасек 175 с 11 500 ульями, шелководством занималось 52 лица (680 тутовых деревьев).
Кроме того имелись следующие фабрики и заводы: рыбных — 20, кирпичный — 1, красильня — 1, чугунолитейных — 2, маслобойных — 14, кожевенный — 1, шипучих вод — 1, свечных — 14, сыроваренных — 13, салотопенный — 1, суконных — 50, шерстомоен — 1.
В 1883 году в Измаильском уезде было 92 низших училища, из них 5 двуклассных с 357 учащимися и 87 одноклассных с 3075 учащихся обоего пола. Число учащихся в уезде составляло 3,5 % населения. В уезде находилось 4 больницы.